# Фрешкиллс-парк
Фре́шки́ллс-парк (англ. Freshkills Park) — парк на западе боро Статен-Айленд в Нью-Йорке. До начала 2000-х годов на территории парка располагалась городская свалка, некогда крупнейшая в мире. По состоянию на 2016 год во Фрешкиллсе проводятся работы по рекультивации, направленные на создание обширной парковой зоны. Полное открытие парка планируется в 2030-х годах.

## Мусорный полигон

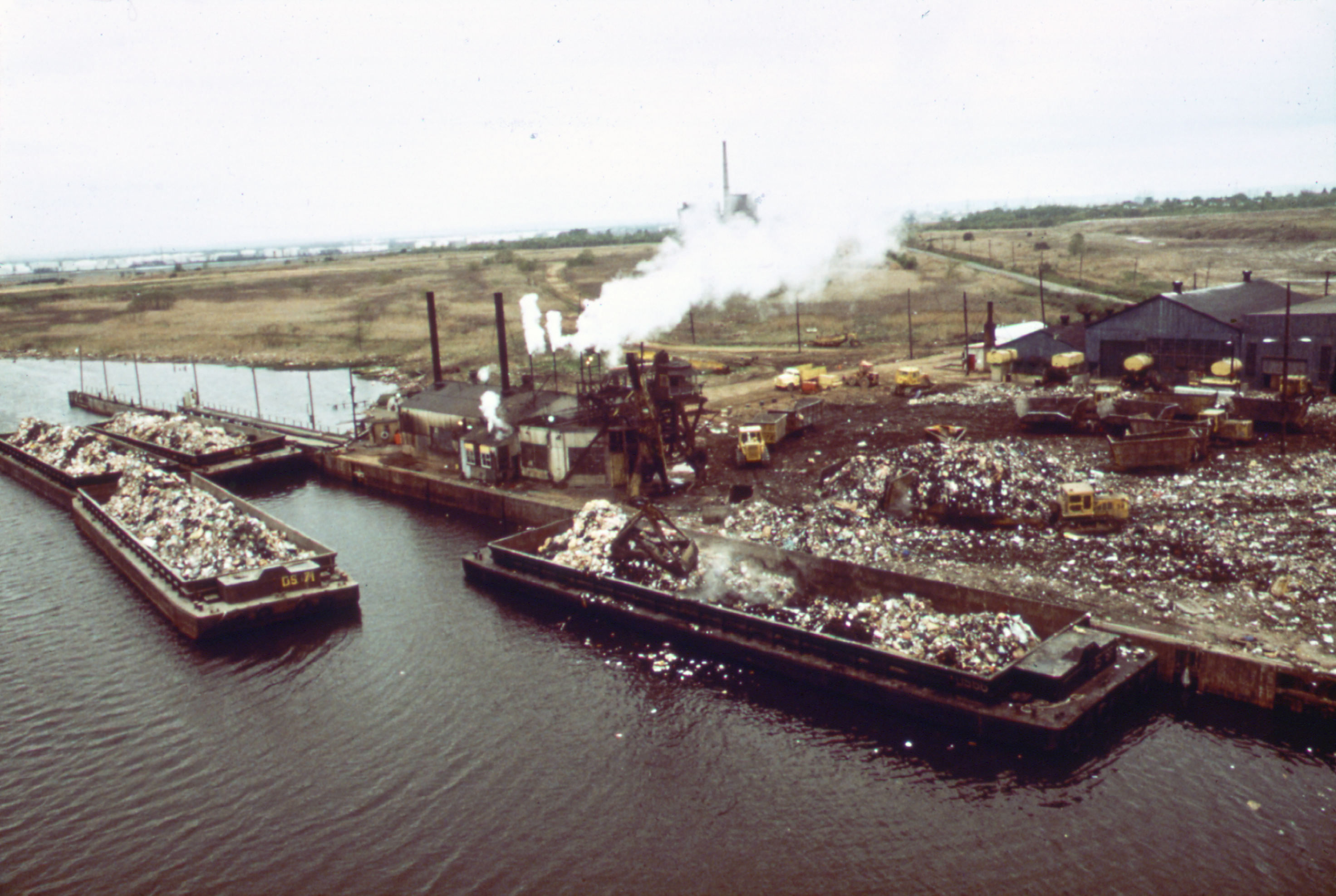
Вывоз отходов баржами на полигон Фрешкиллс в 1973 году

В 1948 году на месте, где ныне расположен Фрешкиллс-парк, по решению городских властей был открыт мусорный полигон. Это было сделано с целью засыпать солончаки на западе острова Статен и использовать эту территорию для дальнейшего городского развития. Использовать Фрешкиллс для хранения отходов изначально планировалось на протяжении всего трёх лет. Однако со временем свалка начала бесконтрольно разрастаться. К началу 1970-х годов на полигон вывозилась половина городских отходов. В середине того десятилетия отходы по высоте превышали Статую Свободы.
В 1986 году, на пике активности, на полигон свозилось по 29 000 тонн мусора ежедневно; на нём было занято 650 рабочих. К 1991 году Фрешкиллс осталась единственной свалкой Нью-Йорка. На протяжении нескольких десятилетий она вызывала множество претензий со стороны ньюйоркцев. Так, по сведениям Агентства по охране окружающей среды в 1995 году вклад свалки в выбросы метана в атмосферу составлял почти 2 % от мирового уровня: достаточно для ежедневного отопления 30 000 домов. Впоследствии на Фрешкиллсе была внедрена система по добыче этого газа.
Наконец, в 1996 году власти штата Нью-Йорк приняли указ, согласно которому с 31 декабря 2001 года вывоз отходов на свалку, ставшую самой большой в мире, запрещался. Она перестала функционировать уже 22 марта 2001 года. Однако 13 сентября того же года полигон был вновь открыт на 10 месяцев для размещения обломков зданий и отходов, образовавшихся в результате террористических атак 11 сентября. После проведения расследований обломки были захоронены в самой высокой точке парка. В этом месте планируется открыть мемориал в память о трагедии.
Хотя мусорный полигон ныне и закрыт, переработка мусора на его месте продолжается, но в гораздо меньших масштабах. В 2006 году городской совет принял новую программу по переработке бытовых отходов, в рамках которой на острове была открыта мусороперепогрузочная станция. Она обрабатывает в день в среднем по 900 тонн отходов, которые сортируются в помещении площадью чуть больше 7000 м² и контейнерами отправляются на утилизацию в Южную Каролину.

## Проектирование и развитие парка

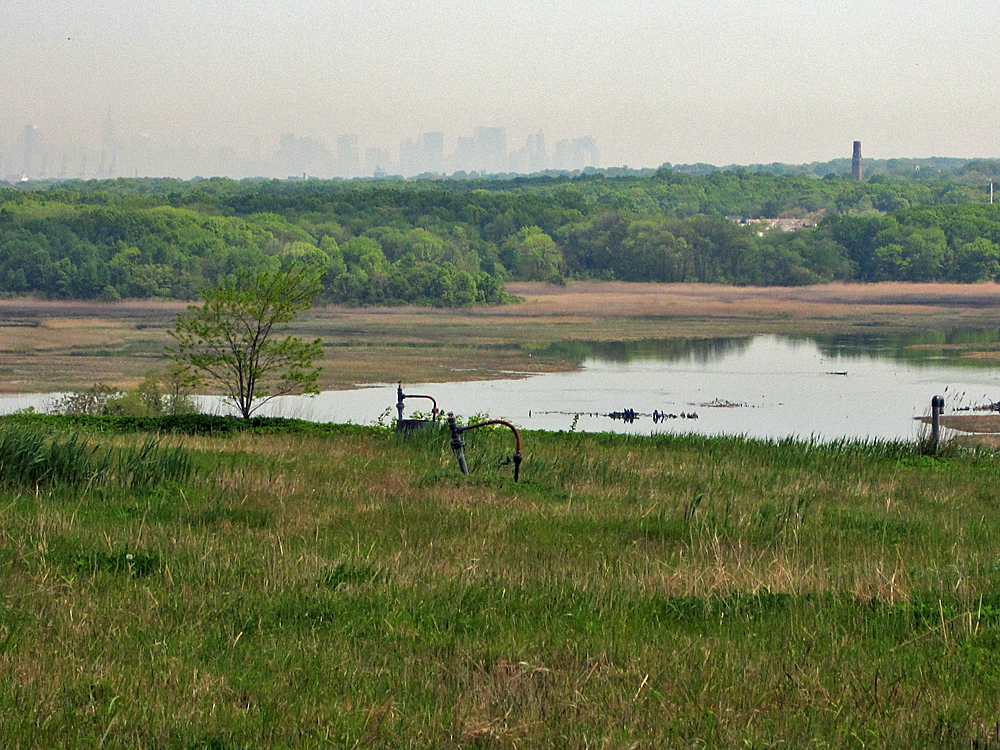
Территория парка за два года до частичного открытия

В 2001 году городские власти объявили конкурс на проект по рекультивации территории полигона. Победителем в нём вышел проект ландшафтного архитектора Джеймса Корнера, авторству которого также принадлежит проект по облагораживанию парка Хай-Лайн.
Согласно проекту, предложенному Корнером, Фрешкиллс предлагается разделить на 5 зон, каждая из которых обладала бы своей спецификой. Работы по созданию парка начались в 2003 году и рассчитаны на 30 лет. К моменту открытия площадь парка будет составлять 2200 акров (около 890 гектаров). Фрешкиллс станет вторым по площади городским парком, в 3 раза больше Центрального.
По состоянию на 2016 год в парке уже открыты баскетбольные и гандбольные площадки, разбиты футбольные поля, проложено несколько километров велосипедных дорожек.
В ноябре 2013 года городские власти объявили о планах разместить в парке массив солнечных батарей. Под него будет выделен участок площадью 47 акров (около 19 гектаров). Электроэнергией, производимой этой системой, будут обеспечены около 2000 домов на Статен-Айленде.
После закрытия полигона фауна Фрешкиллс начала восстанавливаться: в парке насчитывается около 200 видов птиц, млекопитающих, рептилий и земноводных; исследование 2007 года выявило наличие во Фрешкиллс таких видов, как ондатры, зайцы, еноты-полоскуны и белохвостые олени, по-видимому, пришедшие из соседнего штата Нью-Джерси.

## Комментарии
1. ↑  Топоним имеет нидерландское происхождение и обозначает «свежие воды»[1].